# Ten New Songs
Ten New Songs är Leonard Cohens tionde studioalbum, utgivet 2001. Cohen skrev låtarna på albumet tillsammans med Sharon Robinson, som tidigare varit medförfattare till "Everybody Knows" från albumet I'm Your Man. Robinson producerade även albumet och spelade alla instrument, med undantag för Bob Metzgers gitarr på "In My Secret Life".

## Låtlista
1. "In My Secret Life" – 4:55
2. "A Thousand Kisses Deep" – 6:29
3. "That Don't Make It Junk" – 4:28
4. "Here It Is" – 4:18
5. "Love Itself" – 5:26
6. "By the Rivers Dark" – 5:20
7. "Alexandra Leaving" – 5:25
8. "You Have Loved Enough" – 5:41
9. "Boogie Street" – 6:04
10. "The Land of Plenty" – 4:35

- Samtliga låtar skrivna av Leonard Cohen och Sharon Robinson.

## Medverkande
- Leonard Cohen – sång, omslagsfoto
- Sharon Robinson – sång, alla instrument (utan gitarr på spår 1), programmering, arrangement
- Bob Metzger – gitarr (på "In My Secret Life")
- David Campbell – arrangement av stråkinstrument (på "A Thousand Kisses Deep")
- Leanne Ungar – ljudtekniker
- Nancy Donald – omslagsdesign